# Татарская (станция)
Тата́рская — узловая железнодорожная станция Новосибирского региона Западно-Сибирской железной дороги, расположенная на главном ходу Транссиба в городе Татарске Новосибирской области.

## История
Открыта в 1896 году, одновременно с продлением Великого Сибирского пути на восток от Омска. Названа по известной с XVIII века деревне Татарке, располагавшейся в двух верстах от станции, ныне в черте города Татарска.
После того, как в 1912—1914 годах была сооружена Кулундинская железная дорога, связавшая Кулунду через Карасук с Транссибом, станция Татарская стала узловой, что дало толчок экономическому развитию населённого пункта.

## Вокзал
Здание вокзала на 200 пассажиров площадью 1670 м2 построено в 1923 году, капитальный ремонт проведен в 1997 году. Ежегодное отправление пассажиров по станции составляет около 400 тыс. человек. Является памятником архитектуры. В 2020 году произведен новый капитальный ремонт здания вокзала.
По объему выполняемой работы вокзал станции Татарская относится ко 2 классу.

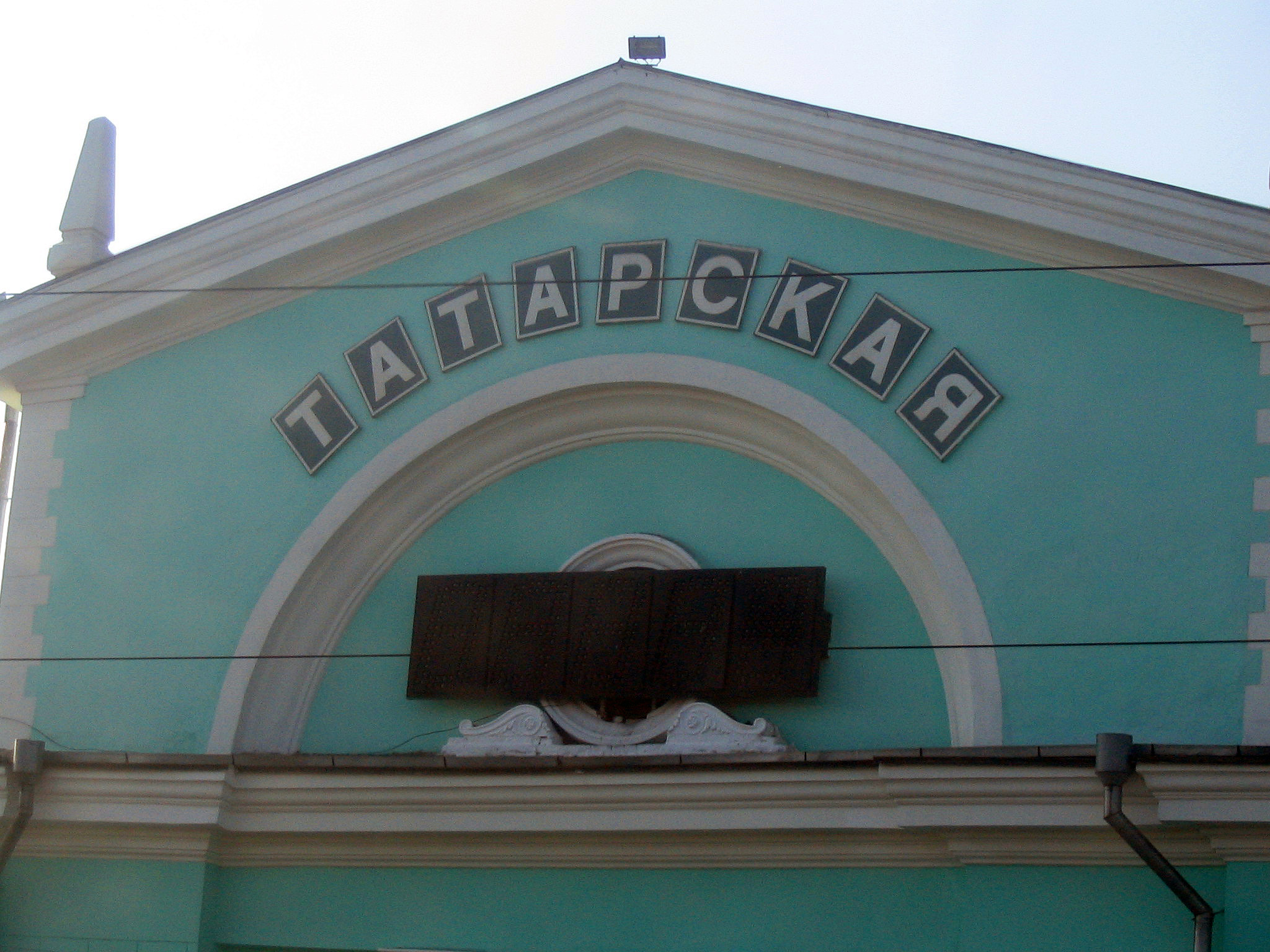
Фасад здания вокзала

## Пассажирское движение

### Пригородное и местное сообщение
По состоянию на 2016 год пригородное сообщение представлено электропоездами, связывающими Татарск с соседними крупными станциями Транссиба Омск-Пассажирский и Барабинск. Для электропоездов обоих направлений станция Татарская является конечной.
Местное сообщение с Карасуком ранее осуществлялось поездом № 965/966Н Карасук 1 — Татарская, отмененным из-за низкого пассажиропотока.

### Дальнее сообщение
По состоянию на январь 2021 года на станции имеют остановку многие пассажирские и скорые поезда, следующие по Транссибирской магистрали.
Кроме того, станция Татарская является станцией смены тяги для поездов, следующих по кулундинской ветке, таких как № 627/628 Новосибирск — Кулунда, № 095/096 и № 135/136 Москва — Барнаул. Смена тяги поездов, следующих по главному ходу Транссиба, обычно осуществляется на ст. Барабинск.

#### Круглогодичное движение поездов
| № поезда         | Маршрут движения              | № поезда         | Маршрут движения              |
| ---------------- | ----------------------------- | ---------------- | ----------------------------- |
| 1 «Россия»       | Владивосток — Москва          | 2 «Россия»       | Москва — Владивосток          |
| 7                | Владивосток — Омск            | 8                | Омск — Владивосток            |
| 11               | Владивосток — Самара          | 12               | Самара — Владивосток          |
| 13 «Новокузнецк» | Новокузнецк — Санкт-Петербург | 14 «Новокузнецк» | Санкт-Петербург — Новокузнецк |
| 37 «Томич»       | Томск — Москва                | 38 «Томич»       | Москва — Томск                |
| 55 «Енисей»      | Красноярск — Москва           | 56 «Енисей»      | Москва — Красноярск           |
| 59               | Новокузнецк — Кисловодск      | 60               | Кисловодск — Новокузнецк      |
| 61               | -                             | 62               | Москва — Владивосток          |
| 63               | Новосибирск — Минск           | 64               | Минск — Новосибирск           |
| 67               | Абакан — Москва               | 68               | Москва — Абакан               |
| 69               | Чита — Москва                 | 70               | Москва — Чита                 |
| 75               | Нерюнгри — Москва             | 76               | Москва — Нерюнгри             |
| 77               | Абакан — Москва               | 78               | Москва — Абакан               |
| 81               | Улан-Удэ — Москва             | 82               | Москва — Улан-Удэ             |
| 87 «Иртыш»       | Новосибирск — Омск            | 88 «Иртыш»       | Омск — Новосибирск            |
| 91               | Северобайкальск — Москва      | 92               | Москва — Северобайкальск      |
| 95               | Барнаул — Москва              | 96               | Москва — Барнаул              |
| 97               | Тында — Кисловодск            | 98               | Кисловодск — Тында            |
| 103              | Новосибирск — Брест           | 104              | Брест — Новосибирск           |
| 115              | Томск — Адлер                 | 116              | Адлер — Томск                 |
| 117              | Новокузнецк — Москва          | 118              | Москва — Новокузнецк          |
| 125 «Обь»        | Новосибирск — Новый Уренгой   | 126 «Обь»        | Новый Уренгой — Новосибирск   |
| 127              | Красноярск — Адлер            | 128              | Адлер — Красноярск            |
| 129              | Красноярск — Анапа            | 130              | Анапа — Красноярск            |
| 137              | Новокузнецк — Нижневартовск   | 138              | Нижневартовск — Новокузнецк   |
| 139              | Барнаул — Адлер               | 140              | Адлер — Барнаул               |
| 147              | Новосибирск — Омск            | 148              | Омск — Новосибирск            |
| 627/628          | Новосибирск — Кулунда         | 627/628          | Кулунда — Новосибирск         |

#### Сезонное движение поездов
| № поезда | Маршрут движения        | № поезда | Маршрут движения                  |
| -------- | ----------------------- | -------- | --------------------------------- |
| 203      | Томск — Анапа           | 204      | Анапа — Томск                     |
| 205      | Иркутск — Анапа         | 206      | Анапа — Иркутск                   |
| 229      | Северобайкальск — Анапа | 230      | Анапа — Северобайкальск           |
| 235      | Тында — Анапа           | 236      | Анапа — Тында                     |
| 241      | Иркутск — Адлер         | 242      | Адлер — Иркутск                   |
| 243      | Новокузнецк — Анапа     | 244      | Анапа — Новокузнецк               |
| 249      | -                       | 250      | Имеретинский курорт — Новокузнецк |
| 269      | Чита — Адлер            | 270      | Адлер — Чита                      |
| 273      | Северобайкальск — Адлер | 274      | Адлер — Северобайкальск           |

## Грузовая работа
По объёму выполняемой работы станция отнесена ко 2 классу, открыта для грузовой работы по параграфам 1, 3, 4, 5.